# Equatorial FM
Equatorial FM é uma emissora de rádio brasileira sediada em Macapá, capital do estado do Amapá. Opera no dial FM, na frequência 94.5 MHz, Pertence ao Z Sistema Equatorial de Comunicações, do qual também fazem parte a Rádio Equatorial e a TV Equatorial.

## História
A rádio foi inaugurada em 1990 pelo Z Sistema Equatorial de Comunicações. Em 1994, fez sua primeira parceria com uma emissora de rede, se afiliando com a Jovem Pan FM, sendo nomeada Jovem Pan 2 FM Macapá. A afiliação durou até 1999, quando foi substituída pela Transamérica Pop. Em 2000, desfez a parceria com a Transamérica e passou a veicular programação independente nomeada Equatorial FM. Em 16 de abril de 2012, a rádio voltou a retransmitir a programação da Transamérica Pop.
Em maio de 2015, em novo processo de expansão, a Jovem Pan assinou contrato com o Z Sistema Equatorial e a emissora voltou a se chamar Jovem Pan FM Macapá, em 19 de maio. No entanto, o novo contrato foi rescindido pela rede em 28 de setembro de 2016 por descumprimento de itens do mesmo, como a retransmissão obrigatória do Jornal da Manhã que era interrompida para exibição de grade local. Com a interrupção, a rádio voltou a atuar como Equatorial FM. Em dezembro do mesmo ano, é anunciada que a rádio se afiliou com a Mix FM e que iria se chamar Mix FM Macapá. A afiliação iniciou em 7 de dezembro de 2016.

Logotipo da emissora quando estava afiliada a Mix FM, entre 2016 a 2022.

Em 14 de junho de 2022, a 94.5 FM voltou a se chamar Equatorial FM após uma ação judicial. A estação foi desligada da Mix FM em novembro de 2021, mas seguiu repetindo o sinal da rede sem autorização desde então. A rádio segue no formato jovem/pop.